# Молчанівка (Приморський край)
Молчанівка — село в Партизанському районі Приморського краю. Входить до Сергіївського сільського поселення.

## Географія
Село Молчанівка стоїть на лівому березі річки Партизанська, приблизно за 16 км вище села Сергіївка.
Дорога до села Молчанівка йде на північ від адміністративного центру сільського поселення Сергіївка, відстань до неї близько 15 км.
Відстань до районного центру Володимиро-Олександрівське (на південь по автотрасі «Находка — Кавалерів») близько 70 км.
За 6 км від села Молчанівка (вгору по річці) знаходиться перехрестя, від нього на північ йде дорога до селищ Романовський Ключ та СЛІНКІН Партизанського району, а на північний схід — у верхів'я річки Арсеньєвка до селищ Веселий та Скворцово Анучинського району.